# Внутренний контроль
Внутренний контроль имеет широкое определение как процесс, осуществляемый органом управления организации или другими сотрудниками, с целью получения информации относительно выполнения следующих задач:
- Эффективность и рациональность деятельности.
- Достоверность финансовой отчетности.
- Соблюдение законов и нормативных актов.

## Понятие внутреннего контроля
Одной из основных функций бухгалтерского учёта является его защитная функция, заключающаяся в обеспечении охраны интересов собственника путём создания базы для осуществления финансового контроля. Однако реализация защитной функции требует наличия средств по осуществлению контроля. В первую очередь, это — внутренний контроль.
Под внутренним контролем понимают систему мер, организованных руководством предприятия и осуществляемых на предприятии с целью наиболее эффективного выполнения всеми работниками своих должностных обязанностей при совершении хозяйственных операций. При этом подразумевается не только и не столько функционирование контрольно-ревизионного подразделения организации, а создание системы всеобъемлющего контроля, когда он является делом не только ревизора, а всего аппарата управления предприятия.
При разработке эффективной системы внутреннего контроля администрация предприятия ставит следующие цели:
- обеспечение бизнеса надёжной информацией,
- обеспечение сохранности активов,
- обеспечение защиты информации,
- обеспечение эффективности хозяйственной деятельности,
- обеспечение соответствия учёта принятой учётной политике,
- обеспечение соблюдения правил составления и представления бухгалтерской финансовой отчётности[2].

Внутренний контроль на предприятии состоит из трёх элементов:
- контрольная среда,
- учётная система,
- контрольные процедуры.

## Элементы внутреннего контроля
Элементы внутреннего контроля — составляющие его организационно-экономического механизма. Элементы самостоятельно устанавливаются организациями, что зависит от масштабов деятельности и специфики управления.
Элементы внутреннего контроля:
- Контрольная среда.
- Оценка рисков.
- Процедуры внутреннего контроля.
- Информационная среда (информация и коммуникация).
- Оценка внутреннего контроля[3].
- Субъекты контроля.
- Цель, предмет и объекты контроля.
- Границы контроля[4].
- Нормативно-правовая база.
- Результаты внутреннего контроля[5].

## Контрольная среда
Контрольная среда — это позиция, осведомлённость и практические действия собственников и руководства экономического субъекта, направленные на установление и поддержание системы внутреннего контроля.
Элементы контрольной среды:
- Стиль и основные принципы управления предприятием.
- Организационная структура предприятия.
- Кадровая политика.
- Распределение ответственности и полномочий.
- Внутренний управленческий учёт и подготовка отчётности для внутренних целей.
- Подготовка бухгалтерской отчётности для внешних пользователей.

### Стиль работы руководства предприятия
- Руководство предприятия должно создать атмосферу всеобъемлющего контроля.
- Добросовестное и честное отношение к делу должно воспитываться у работников на основе соответствующего примера и оценки со стороны руководства.
- Руководители предприятия должны разрабатывать фирменные «кодексы чести».
- Руководители предприятия должны демонстрировать профессиональную компетентность.

### Организационная структура
- Чёткая система власти и подчинённости («единоначалие»). Каждый работник должен знать, кому он подчинён и кому он может ставить задачи.
- Однозначная регламентация ответственности сотрудников. Каждый работник должен понимать, за что он несёт ответственность и по каким критериям оцениваются результаты его деятельности.
- Надлежащая система внутренней отчётности с целью точного учёта затраченных средств и полученных результатов. Каждый работник должен знать, когда, кому и по каким вопросам он должен представлять отчёт.
- Анализ информационных потоков.

### Кадровая политика
Кадровая политика осуществляется администрацией с целью формирования коллектива из необходимого числа сотрудников, обладающих:
- честностью,
- лояльностью,
- квалификацией,
- опытом,
- потенциалом.

Элементы кадровой политики:
- Источники новых кадров.
- Требования и критерии при наборе кадров.
- Оценка кандидатов при приёме на работу.
- Адаптация нового сотрудника.
- Установление испытательного срока.
- Управление персоналом.
- Консультирование.
- Обучение и переподготовка кадров.
- Оценка деятельности персонала.
- Дисциплинарная система (система поощрений и взысканий).
- Продвижение по службе.
- Организация увольнения сотрудников.

### Распределение ответственности и полномочий
Распределение ответственности и полномочий должно гарантировать правильное ведение хозяйственных операций и обеспечивать осуществление превентивной защитной функции бухгалтерского учёта. Для этого разрабатываются должностные инструкции. Для каждого сотрудника должностная инструкция определяет:
- Кому подчинён работник.
- Кем руководит работник.
- Какую работу выполняет.
- Какие решения полномочен принимать.
- За что отвечает и каким образом несёт ответственность.
- Какие документы исполняет и подписывает.
- Чьи обязанности выполняет временно (при необходимости).

Для предотвращения попыток отдельных лиц нарушать требования, следует обеспечивать разделение несовместимых функций. Например, с точки зрения управления активами между различными сотрудниками должны быть разделены следующие функции:
- непосредственный доступ к активам,
- разрешение на совершение операций с активами,
- осуществление хозяйственных операций,
- отражение хозяйственных операций в бухгалтерском учёте.

### Внутреннийуправленческий учёт
Цель управленческого учёта состоит в обеспечении информацией внутрипроизводственного планирования, управления и контроля. В управленческом учёте основное внимание обращается на центры ответственности — структурные подразделения, возглавляемые руководителями, которые несут ответственность за результаты их работы. При этом в сферу ответственности руководителя подразделения включаются лишь такие показатели издержек и выручки, на которые он реально может оказывать воздействие. Основным оценочным показателем обычно принимают прибыль, при этом руководствуются следующими правилами:
- рост прибыли подразделения не должен вести к снижению прибыли всего предприятия,
- прибыль каждого подразделения должна быть подсчитана объективно, независимо от прибыли всего предприятия,
- результаты деятельности одного менеджера не должны зависеть от решений других менеджеров.

### Обеспечение соблюдения правил составления и представления внешней бухгалтерской отчётности
На предприятии должны быть установлены жёсткие сроки подготовки внешней бухгалтерской отчётности (в том числе налоговой). Она не должна составляться в последний день установленного срока её представления. Должно оставаться время на проверку этой отчётности, её утверждение и подписание руководством. Сроки представления бухгалтерской отчётности внешним пользователям устанавливаются учётной политикой предприятия.

## Внутренний контроль системы бухгалтерского учёта

### Элементы системы бухгалтерского учёта
- Учётная политика и основные принципы ведения бухгалтерского учёта.
- Организационная структура бухгалтерии.
- Распределение обязанностей между бухгалтерами.
- Организация бухгалтерского документооборота, то есть подготовки, оборота и хранения документов, отражающих хозяйственные операции.
- Порядок отражения хозяйственных операций в регистрах учёта и методы обобщения данных (форма бухгалтерского учёта).
- Порядок подготовки бухгалтерской отчётности на основании данных регистров учёта.
- Программное обеспечение, применяемое для ведения учёта и подготовки отчётности.
- Внимание к критическим областям учёта, где риск возникновения ошибок особенно велик.

Эффективная система бухгалтерского учёта должна обеспечивать :
- отражение в учёте всех без исключения фактов хозяйственной деятельности,
- однозначную идентификацию хозяйственных операций в первичных документах таким образом, чтобы не было расхождений в их толковании,
- правильность оценки стоимости активов, обязательств и хозяйственных операций в денежном выражении,
- отнесение фактов хозяйственной деятельности к тем периодам, в которые они имели место; определение точного времени совершения хозяйственных операций.
- своевременное, правильное и оперативное формирование внешней и внутренней отчётности.

### Организациядокументооборота
Одним из основных методов бухгалтерского учёта, обеспечивающим, в частности, реализацию его защитной функции, является «документация». Таким образом, неотъемлемое условие успешной работы любой бухгалтерии — правильная организация документооборота.
Основные требования к бухгалтерскому учётному документу:
- должен быть составлен по определённой форме, регламентированной соответствующим нормативным актом,
- должен содержать все предусмотренные реквизиты,
- должен быть составлен своевременно (для первичных документов — в момент совершения хозяйственной операции или непосредственно после её окончания),
- заполнение его должно обеспечивать полную сохранность информации в течение времени, установленного для хранения документа (требование к качеству бумаги, краски и т. п.)[8].

Исправления в бухгалтерских учётных документах обязательно оговариваются и подписываются всеми теми же лицами, которые подписали документ. В ряде кассовых и банковских документов исправления (даже и оговорённые) не допускаются.
Для каждого типа документа в организации составляется и нормативно утверждается график документооборота, устанавливающий соответствие конкретных стадий цикла :
- с ответственными лицами,
- с установленными сроками обработки.

График документооборота, таким образом, должен быть увязан:
- с должностными обязанностями сотрудников,
- с учётной политикой предприятия.

Жизненный цикл документа :
1. Составление документа. либо Поступление документа в организацию.
2. Сортировка документов.
3. Проверка правильности оформления документа.
4. Визирование документа должностными лицами.
5. Утверждение документа.
6. Регистрация документа.
7. Исполнение документа.
8. Формирование бухгалтерской записи (при необходимости).
9. Текущее хранение документа.
10. Передача документа в архив организации. либо Уничтожение документа.
11. Передача в государственный архив (при необходимости)[9].

## Процедуры внутреннего контроля

### Внутренний бухгалтерский контроль
Внутренний бухгалтерский контроль — контроль, осуществляемый бухгалтерскими службами в процессе обработки и принятия к учёту хозяйственной информации.
Средства внутреннего бухгалтерского контроля:
- Проверка первичных учётных документов при принятии к учёту.
- Документальное подтверждение и санкционирование всех бухгалтерских записей.
- Распределение обязанностей между различными лицами:
  - по подготовке первичного учётного документа.
  - по санкционированию хозяйственной операции,
  - по разноске операции по счетам учёта.
- Контроль за взаимосвязанными операциями (например, перечисление средств и получение товара).
- Проверка полноты бухгалтерских записей при внесении их в компьютер.
- Регулярная сверка счетов с составлением пробного баланса.
- Регулярная сверка взаиморасчётов с дебиторами и кредиторами.
- Сверка данных учёта:
  - с выписками из счетов в банках,
  - с остатками, выведенными по кассовой книге.
- Осуществление контроля за соблюдением смет расходов.
- Обеспечение сохранности и конфиденциальности информации:
  - контроль доступа к терминалам (автоматизированным рабочим местам) — пароли, ключи; каждый терминал имеет свой разрешённый круг доступа,
  - создание резервных копий банков данных, подлежащих автоматическому изменению,
  - дублируемое электропитание на случай сбоев в сети.
- Предотвращение злоупотреблений в результате тайного сговора работников:
  - разделение обязанностей,
  - ротация обязанностей,
  - предоставление регулярных ежегодных отпусков всем сотрудникам в соответствии с графиком[10].

### Внутренний управленческий контроль
Под внутренним управленческим контролем подразумевают контроль, осуществляемый в ходе деятельности органов управления предприятием. Управленческий контроль проводится по направлениям стратегии развития хозяйствующего субъекта:
- Снабженческо-сбытовая политика (поддержание сбытовой сети, реклама, послепродажное обслуживание).
- Инновационная политика (минимизация издержек производства, создание новых видов продукции, повышение конкурентоспособности).
- Ценовая политика (достижение наиболее выгодных объёмов продаж и максимального уровня прибыли).
- Финансовая политика (планирование денежных потоков, привлечение внешних финансовых ресурсов, управление дебиторской и кредиторской задолженностью).
- Инвестиционная политика (рациональное использование накоплений — внутреннее или внешнее).
- Кадровая политика (привлечение, отбор и высвобождение работников, повышение их квалификации, система стимулирования труда).

Средства внутреннего управленческого контроля:
- Создание эффективной системы внутренней отчётности.
- Определение периодичности и сроков представления внутренней отчётности.
- Регулярные консультации о ценности и достаточности представляемой управленческой информации.

## Служба внутреннего контроля

### Задачи службы внутреннего контроля
По решению и в интересах органов управления в организации могут создаваться специализированные подразделения внутреннего контроля. Такое подразделение (служба внутреннего контроля) может подчиняться:
- руководителю предприятия,
- собственнику предприятия — ревизионная комиссия.

Для ряда предприятий создание ревизионной комиссии, контролирующей работу аппарата управления и отчитывающейся перед собственником на ежегодном общем собрании, регламентировано законодательством:
- общества с ограниченной ответственностью,
- акционерные общества,
- потребительские кооперативы,
- некоммерческие объединения граждан (товарищества собственников жилья, дачно-строительные кооперативы и т. п.),
- негосударственные пенсионные фонды.

Основные задачи, возлагаемые на службу внутреннего контроля (СВК) :
- Обеспечение выполнения работниками требований законодательства.
- Документальное определение и соблюдение процедур и полномочий при принятии решений.
- Обеспечение сохранности активов.
- Обеспечение эффективного управления рисками хозяйственной деятельности. (см. далее)
- Взаимодействие с внешними аудиторами и органами государственного контроля.

### Полномочия службы внутреннего контроля

#### Обязанности, возлагаемые на СВК
- Обеспечение текущего анализа финансового положения.
- Проведение регулярных проверок структурных подразделений.
- Информирование руководства о всех выявленных случаях нарушений нормативных актов всех уровней (включая локальные).
- Информирование руководства о вновь выявленных рисках.
- Документирование проверок и оформление заключений по ним.
- Разработка рекомендаций по устранению выявленных нарушений и недостатков.
- Осуществление контроля за выполнением этих рекомендаций.

#### Права работников СВК
(определяются Положением о внутренним контроле или уставом СВК)
- Получать от работников проверяемых подразделений необходимые документы.
- Требовать личного объяснения работника по поставленным вопросам, входящим в компетенцию СВК.
- Снимать копии с документов и файлов.
- Определять соответствие деятельности работников требованиям нормативных актов.
- Выдавать временные предписания о прекращении и недопущении действий, имеющих состав нарушения.
- Привлекать в целях внутреннего контроля работников других подразделений.

### Принципы функционирования службы внутреннего контроля
- Принцип ответственности — каждый контролёр (субъект контроля) несёт экономическую, административную и дисциплинарную ответственность за надлежащее выполнение контрольных функций.
- Принцип сбалансированности — субъекту контроля нельзя поручать выполнение контрольных функций, не обеспечив соответствующими организационными (приказами, инструкциями) и техническими (программами, счётными устройствами) средствами.
- Принцип своевременности сообщения о выявленных отклонениях лицам, непосредственно принимающим решения.
- Принцип интеграции — СВК является частью системы управления и должна методами контроля способствовать оптимизации её деятельности.
- Принцип соответствия — степень сложности СВК организации должна соответствовать сложности бизнеса.
- Принцип постоянства — все объекты контроля должны подлежать постоянному наблюдению, мероприятия контроля должны осуществляться последовательно и регулярно.
- Принцип комплексности — при проведении контроля должны рассматриваться полностью все аспекты деятельности проверяемого подразделения или работника.
- Принцип распределения обязанностей — выполнение требований по формированию контрольной среды.
- Принцип подконтрольности каждого субъекта — выполнение контрольных функций одним субъектом контроля подконтрольно на предмет качества другому субъекту контроля (внутреннего либо внешнего).
- Принцип ущемления интересов — необходимо с помощью нормативных актов создавать условия, при которых любые деструктивные отклонения ставят в экономически невыгодное положение структурное подразделение или конкретного работника.
- Принцип недопущения сосредоточения прав контроля в руках одного лица.
- Принцип заинтересованности руководства организации в наиболее эффективном функционировании СВК.
- Принцип неснижения эффективности работы контролируемых подразделений во время осуществления мероприятий контроля.
- Принцип целесообразности — исключение излишних контрольных процедур с учётом уровня существенности выявляемых нарушений (стоимость мероприятий контроля не должна оказаться больше, чем ущерб от последствий нарушения).
- Принцип расстановки приоритетов в соответствии с рисками. Тотальный контроль за стандартными текущими операциями нерационален, он только отвлекает силы специалистов от решения проблем, серьёзно влияющих на финансовое положение организации.
- Принцип единичной ответственности — недопустимо закрепление одной и той же контрольной функции за несколькими субъектами контроля, что приведёт к безответственности, затрате излишних сил и средств.
- Принцип замещения — временное или окончательное выбытие отдельных контролёров не должно прерывать контрольные процедуры или затруднять их совершение. необходимо добиваться, чтобы каждый контролёр владел рядом смежных функций[11] .

## Внутренний контроль и управление рисками
Контроль за основными видами рисков предпринимательской деятельности организуется службой внутреннего контроля на трёх уровнях.

### На индивидуальном уровне
На индивидуальном уровне (уровне работника) актуальны следующие виды рисков:
- риск хищения ценностей,
- риск сделок, наносящих ущерб,
- риск привлечения организации в коммерческие взаимоотношения с теневой экономикой.

Меры контроля за указанными рисками:
1. Предварительный контроль
  - контроль наличия чётких критериев квалификационных и личностных характеристик работников, полномочных принимать финансовые решения,
  - контроль содержания трудовых договоров,
  - контроль наличия и содержания должностных инструкций.
2. Текущий контроль
  - контроль объёмов ресурсов, выдаваемых, оплачиваемых или привлекаемых одним лицом,
  - контроль объёмов хозяйственных операций и сделок, превышающих по сумме определённый лимит.
3. Последующий контроль
  - контроль правильности ведения работником первичной документации,
  - контроль проведения в полном объёме установленных процедур сверки, согласования и визирования платёжных документов,
  - контроль процедуры формирования на базе первичных документов учётных и отчётных данных.

### На микроуровне
На микроуровне (уровне предприятия) актуальны следующие виды рисков:
- риск неплатёжеспособности (снижения капитала),
- рыночный риск (риск потери дохода),
- риск потери ликвидности,
- правовой риск,
- риск потери репутации,

Меры контроля за указанными рисками:
1. Предварительный контроль
  - контроль наличия качественных ограничений рисков на каждом уровне принятия решений,
  - контроль наличия в каждом подразделении документально установленных полномочий и ответственности,
  - контроль наличия в организации плана оперативных действий на случай временного кассового дефицита.
2. Текущий контроль
  - контроль достоверности представляемой руководству информации о текущем состоянии показателей рынка,
  - контроль соблюдения подразделениями и должностными лицами обязательств, принятых организацией.
  - контроль практической реализации принципа коллегиальности решений (если такая коллегиальность предусмотрена уставом),
  - контроль соблюдения юридической правомерности и экономической целесообразности заключаемых сделок,
  - контроль соответствия данных финансовой отчётности регистрам синтетического и аналитического бухгалтерского учёта.
3. Последующий контроль — анализ работы по управлению рисками.

### На макроуровне
На макроуровне (уровне внешних событий) актуальны следующие виды рисков:
- риск снижения доходности рынка,
- риск изменения тенденций экономического развития,
- риск неблагоприятной государственной экономической политики,
- риск неблагоприятных условий предпринимательства,

Меры контроля за указанными рисками:
1. Предварительный контроль
  - контроль информированности руководства о предложениях аналитических служб по текущей ситуации,
  - контроль информированности руководства о прогнозах развития ситуации на соответствующем сегменте рынка.
2. Текущий контроль
  - контроль функционирования системы обеспечения конкурентоспособности по качеству и стоимости предлагаемых товаров (работ, услуг),
  - контроль реагирования функциональных подразделений на действия конкурентов, а также на изменения конъюнктуры рынка.
3. Последующий контроль — сравнение соответствия выводов и рекомендаций аналитических служб реальному развитию ситуации[12] .

## Ограничения эффективности системы внутреннего контроля
Система внутреннего контроля, как бы хорошо она не была организована, не может безусловно предотвращать любые негативные тенденции в силу влияния ряда ограничений, присущих любой системе контроля:
- Возможность ошибки.
- Возможность злоупотребления, в том числе сговора между контролируемыми и контролирующими лицами.
- Ненадлежащее вмешательство руководства в работу системы внутреннего контроля. (например, в компьютерную программу встроено средство защиты, блокирующее введение суммы, превышающей определённую величину, и требующее специального подтверждения верности операции. Бухгалтер не понимает назначения блокировки, воспринимая её как сбой программы, приглашает программиста, который снимает блокировку).
- Отсутствие адекватной реакции на информацию, представляемую системой внутреннего контроля. (например, в компьютерной программе предусмотрена функция подготовки специального отчёта об операциях, превышающих определённую сумму, или о необычных операциях; но руководство не интересуется этим вопросом или вообще не знает о такой возможности).

Типичные ошибки в организации внутреннего контроля:
- Контроль «по случаю» — не постоянный и всеобъемлющий, а приуроченный к каким-либо событиям или (в худшем случае) по итогам уже возникшей критической ситуации.
- Тотальный контроль — руководитель, решивший контролировать всё и вся, не повышает ответственность сотрудников, а освобождает от неё.
- Скрытый контроль — неблагоприятное воздействие на морально-психологическую атмосферу в коллективе, задушение инициативы. (Позор, чувство вины — не то, на чём можно строить нормальные отношения в коллективе; скрытый контроль вызывает чувство досады, и это его единственный ощутимый результат).
- Контроль любимого участка — чаще того, в делах которого руководитель чувствует себя специалистом.
- Контроль-проформа — видимость контроля по причине безусловной презумпции добросовестности сотрудников.
- Контроль-недоверие — оценка успешности контроля по количеству выявленных нарушений.
- Контроль без обратной связи — придерживание результатов контроля для различных целей (например, при разговоре о повышении заработной платы).
- Поверхностный контроль (например, контроль прихода и ухода с работы вместо контроля её результатов).[13]

## Отличие от внутреннего аудита
Понятие внутренний контроль является более общим понятием, чем внутренний аудит, хотя нередко они используются как синонимы. Так, в банковской сфере задачей внутреннего аудита является проверка финансовой отчётности на корректность, а внутренний контроль включает также и мероприятия по оценке финансовых рисков. Иначе говоря, оценка эффективности и рациональности деятельности, являющаяся основной задачей внутреннего контроля, может иметь второстепенное значение (или не иметь вообще никакого значения) в рамках внутреннего аудита, задачей которого является соответствие формальным требованиям.